# Ковачић
Често јужнословенско презиме Ковачић може се односити на:
- Анте Ковачић
- Вероника Ковачић
- Иван Горан Ковачић
- Ивица Ковачић Штифла
- Матео Ковачић
- Миодраг Ковачић
- Младен Ковачић
- Ристо Ковачић